# Barotseland-Rhodésie du Nord-Ouest

Carte du Barotseland-Rhodésie du Nord-Ouest

Le Barotseland-Rhodésie du Nord-Ouest est un protectorat britannique d'Afrique australe.
Il est créé en 1899 par la fusion, ordonnée par un décret en conseil de la reine Victoria, du Barotseland et de la Rhodésie du Nord-Ouest,,. En 1911, il est à son tour fusionné avec la Rhodésie du Nord-Est pour former la Rhodésie du Nord.
Il n'est souvent pas distingué de la Rhodésie du Nord-Ouest, lequel terme désigne, par abus de langage, ce qui fut en fait, de jure, deux protectorats différents.